# 三井住友銀行大阪中央支店
三井住友銀行大阪中央支店（みついすみともぎんこう おおさかちゅうおうしてん）は、大阪市中央区高麗橋の堺筋沿いに所在する銀行建築である。1936年（昭和11年）に三井銀行の店舗として竣工し、2022年現在でも現役の銀行店舗として使用されている。支店コードは710。

## 歴史
江戸時代の三井両替店に起源をもつ三井銀行は、1876年に日本初の銀行として創業した。大阪では分店が設けられたのちに、1901年に現在地に支店が新設された。1914年には、ドイツ人建築家ゲオルグ・デ・ラランデの設計で、西洋式の店舗が建てられたが、その後曽禰中條建築事務所の設計により建て替えが行われ、1936年に竣工した。
三井銀行は1990年に太陽神戸銀行と合併。数度の行名の変遷を経て、2001年から三井住友銀行となった。2002年には向かい側にあった高麗橋支店（旧住友店）を統合
2024年3月26日、東側に隣接する1967年竣工の新館を、超高層ビルへ建替えを行う再開発計画が発表された。登録有形文化財に登録されている1936年竣工の本館は歴史的価値から保存・活用し、安全性の向上を図りつつ竣工当時の外観及び内装に一部復原を行う予定で、2030年に完了する見込み。

## 建築
北行き一方通行の堺筋と、西行き一方通行の高麗橋通が交わる交差点の北東角に位置する。
設計を行った曽禰中條建築事務所は曽禰達蔵と中條精一郎により設立された、戦前における日本最大の建築設計事務所の一つであったが、大阪支店が完成した1936年に中條が、翌年には曽禰が亡くなり、事務所が解散状態となったことから、実質的に最後の作品となった。北木島産の花崗岩を使用したコロネードによる新古典主義の外観が特徴で、営業室はイタリア産大理石のコリント式円柱が並ぶ。高い天井は、八角形の格天井に仕上げられている。
1967年には、堺筋側から見て裏手に当たる東側にカーテンウォールのビルを増築。2013年には営業室に天井から吊るしたリング状の照明を設置した。

## 周辺
最寄り駅は地下鉄堺筋線北浜駅で、京阪電車北浜駅からはやや南に位置する。
船場・北浜地区は古くからの大阪の商業・経済の中枢で、高麗橋通周辺は銀行街として発展した。堺筋を挟んだ向かいには、野村財閥により1927年に建てられた高麗橋野村ビルがある。南隣には1691年に越後屋の出店として開店し、2005年まで営業した三越大阪店があり、この付近は大阪における三井グループの拠点であった。